# Félicien Courbet
Pour les articles homonymes, voir Courbet.
Félicien Courbet, né le 25 février 1888 à Ixelles (Belgique) et mort dans la même ville le 20 décembre 1967, est un champion belge de natation et de water-polo.

## Biographie
Nageur d’exception, il est onze fois champion de Belgique de brasse sur 100, 200 et 400 mètres ainsi que champion de sauvetage.
Il s’adjuge les records du monde de ces différentes distances : celui du 100 mètres brasse en 1 min 21 s 2/5, celui du 200 mètres brasse en 3 min 00 s 4/5 (le 2 octobre 1910) et celui du 400 mètres brasse en 6 min 38 s 2/5.
Félicien Courbet inscrit également son nom à trois reprises au palmarès de la Coupe de Noël de Paris : il remporte cette traversée de la Seine en 1911 et se classe deuxième des éditions de 1913 et 1921.
Enfin, le champion belge participe à trois olympiades en tant que nageur et une en tant que joueur de water-polo sous les couleurs de la Belgique : les Jeux olympiques de 1908, ceux de 1912 et ceux de 1920.
Sa sélection comme membre de l’équipe belge de water-polo lors des Jeux olympiques de 1912 lui permet de recevoir avec elle la médaille de bronze dans ce sport.
En 1923, Courbet est recruté comme entraîneur de l’équipe nationale espagnole de natation pour préparer les Jeux de Paris.